# Зубарєв Євген Вікторович
Євген Вікторович Зубарєв (рос. Евгений Викторович Зубарев; нар. 2 лютого 1967) — радянський та російський футболіст, захисник та півзахисник.

## Життєпис
Вихованець ДЮСШОР-15 (Воронеж). У 1983 році потрапив до заявки «Факела», проте 3 сезони виступав за молодіжний склад. У 1988 році провів свій перший матч на професіональномуному рівні за «Хімік» (Семилуки). Початок сезону 1989 року провів у «Факелі», зіграв лише 1 матч і незабаром повернувся в «Хімік». Другу половину сезону 1990 року догравав у «Шахтарі» з Шахти. Після розпаду СРСР повернувся в «Факел», за який у вищій лізі дебютував 29 березня 1992 року в домашньому матчі 1-го туру проти «Уралмашу», відігравши повний матч. У тому ж році перебрався в «Шахтар» (Шахти). У 1993 році грав за аматорський клуб «Шахтобудівник» (Коксовий, Ростовська область). У 1994 році повернувся в «Шахтар», в тому ж році грав за «Локомотив» з міста Лиски. Професіональну кар'єру завершив 1996 року у українському клубі «Темп-АДВІС» з міста Хмельницького. З 1996 по 1998 ррік грав в аматорському клубі «Престиж» з Воронежа.